# Ближний круг
«Бли́жний круг» (другое название «У́зкий круг») — советский художественный фильм режиссёра Андрея Кончаловского (1991).
Премьера в Москве состоялась 07 ноября 1992 года в МДМ.

## Сюжет
Фильм рассказывает историю одного человека — Ивана Саньшина, который был киномехаником Сталина. Он работал на Сталина с 1939 года и до смерти вождя. Основные действующие лица — сам Иван, его жена Анастасия и соседка, еврейская девушка Катя. Родителей Кати репрессировали, и она оказалась привязанной к Анастасии.
В судьбе Ивана Саньшина происходит настоящая трагедия — его жена подневольно становится любовницей Берии и далее её судьба несколько туманна. Примерно через год она возвращается к Ивану беременной и кончает жизнь самоубийством. Иван же, несмотря на это, остаётся преданным режиму и Сталину лично. Его сосед Бартнев с горечью замечает, что именно благодаря таким наивным и добрым людям держится тоталитарный режим, основанный на культе личности.

## Прототип главного героя
Прототипом главного героя фильма, киномеханика Ивана Саньшина послужил реальный человек, Александр Сергеевич Ганьшин — киномеханик, отвечавший за показы фильмов для первых лиц государства в кремлёвском кинозале с 1939 до 1980-х годов. Рабочее название фильма — «Киномеханик Сталина».

## В ролях
- Том Халс — Иван Саньшин (озвучивает Евгений Миронов)
- Лолита Давидович — Анастасия, жена Ивана Саньшина (озвучивает Елена Дробышева)
- Александр Збруев — Сталин
- Боб Хоскинс — Берия (озвучивает Андрей Кончаловский)
- Виктор Уральский — Калинин
- Михаил Кононов — Ворошилов (озвучивает Рудольф Панков)
- Виктор Балабанов — Молотов
- Ильхам Ханбудагов — Каганович (в титрах — Илья Чанбуданов)
- Валентин Червяков — Маленков
- Виктор Тардян — Микоян
- Олег Табаков — Власик
- Александр Феклистов — Большаков
- Фёдор Шаляпин-младший — профессор Бартнев (озвучивает Юрий Яковлев)
- Бесс Мейер — Катя (17 лет) (озвучивает Нина Тобилевич)
- Мария Баранова — Катя (6 лет)
- Мария Виноградова — Федосья
- Евдокия Германова — воспитательница в детдоме
- Ирина Купченко — директриса
- Владимир Кулешов — полковник Щелкасов
- Всеволод Ларионов — генерал Румянцев
- Владимир Стеклов — Хрусталёв
- Александр Филиппенко — майор Хитров (озвучивает Борис Быстров)
- Александр Пашутин — комендант поезда
- Сергей Арцибашев — офицер Берии
- Александр Сирин — Воронкин
- Любовь Матюшина — Соня Губельман
- Александр Гарин — Василий Морда
- Владимир Епископосян — охранник Берии
- Елена Борзунова — лейтенант Попова

## Съёмочная группа
- Авторы сценария: Андрей Кончаловский, Анатолий Усов
- Режиссёр: Андрей Кончаловский
- Оператор: Эннио Гуарньери
- Художники-постановщики: Владимир Мурзин, Джони Джованьони
- Композиторы: Эдуард Артемьев, Дмитрий Атовмян
- Запись музыки: Владимир Виноградов

## Оценки фильма[4]
Пётр Вайль, отмечая, что Сталин в исполнении Александра Збруева несколько ходулен, добавляет: «Впрочем, с этой ролью никто не справлялся, начиная с Геловани.» Далее П. Вайль говорит, что А. Кончаловский снял фильм о «страшном, тлетворном воздействии сталинизма. Не о зверствах, а именно о растлении душ.» Однако автор считает, что режиссёр не справился с изображением общепсихологической достоверности персонажей: «Эволюция героев киномеханика Саньшина и его жены Насти происходит очень уж упрощённо. И тут нельзя отделаться от мысли, что либо режиссёр не хотел утончать и, стало быть, усложнять проблему, в расчёте на менее подготовленного, в первую очередь, эмоционально, западного, американского, зрителя, либо Кончаловский сам существенно изменился и этих тонкостей сталинистского двоемыслия не ощущает.»